# Adoratrici del Sacro Cuore di Gesù di Montmartre
Le adoratrici del Sacro Cuore di Gesù di Montmartre (in latino Congregatio Adoratricum Sanctissimi Cordis Iesu de Monte Martyrum; in inglese Adorers of the Sacred Heart of Jesus of Montmartre) sono un istituto religioso femminile di diritto pontificio: le suore di questa congregazione pospongono al loro nome la sigla O.S.B.

## Storia

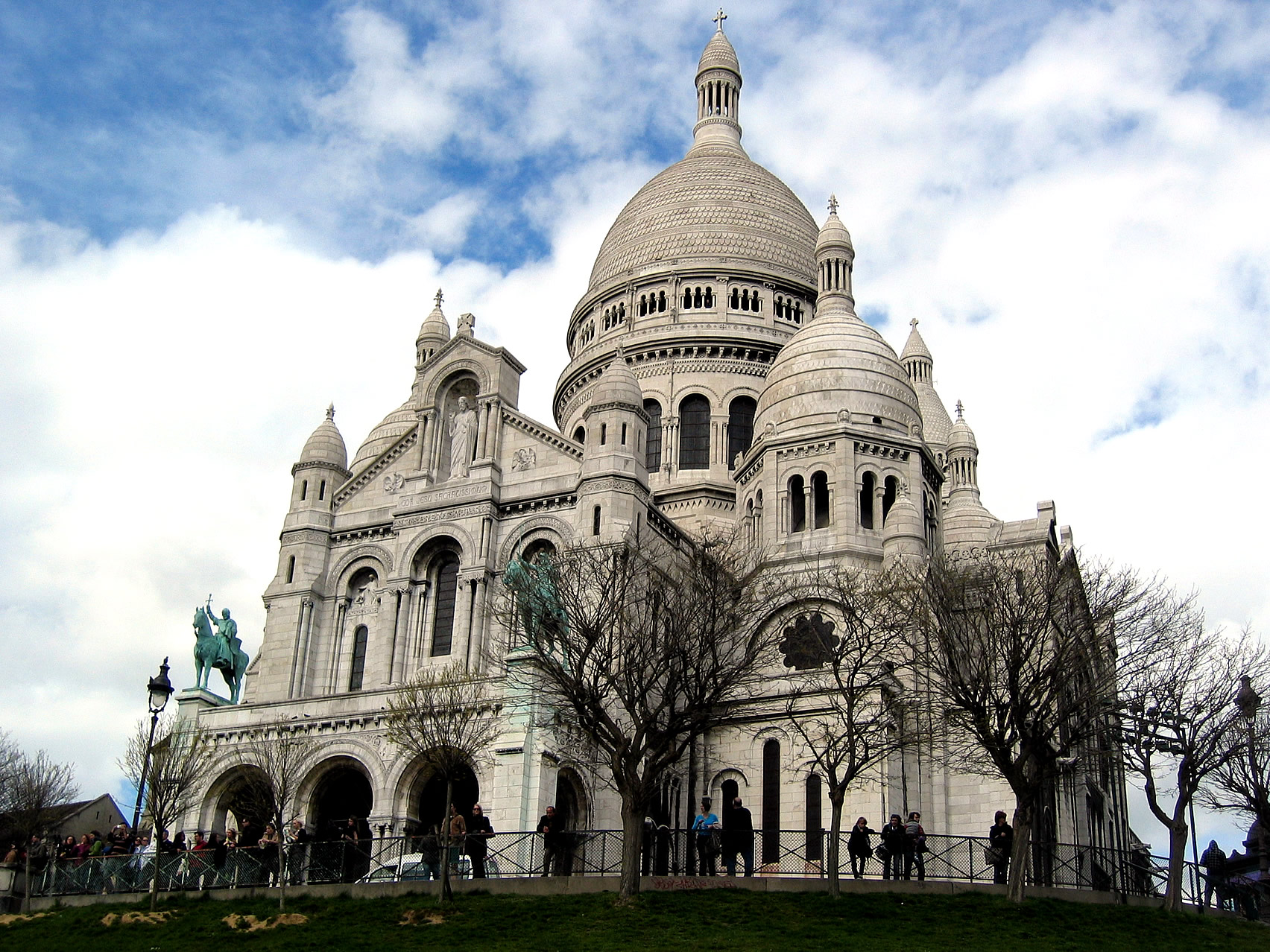
La basilica del Sacro Cuore di Montmartre

Dopo la dedicazione della basilica del Sacro Cuore a Parigi, sotto la guida del frate domenicano Francis Balme, il 21 giugno 1867 si riunì a Montmartre una comunità femminile per l'adorazione perpetua del Santissimo Sacramento; il 4 marzo 1898 il cardinale François-Marie-Benjamin Richard, arcivescovo di Parigi, eresse canonicamente la compagnia in congregazione religiosa, ne approvò le costituzioni e ne nominò superiora generale Adèle Garnier (1838-1924), che prese il nome religioso di madre Maria di San Pietro ed è considerata fondatrice della congregazione. Il 9 giugno 1899 si ebbe la prima professione dei voti da parte delle prime suore.
Nel 1901 la comunità fu costretta ad abbandonare la Francia a causa delle leggi anticongregazioniste e le religiose si trasferirono in Inghilterra, sotto la protezione del cardinale Herbert Vaughan, arcivescovo di Westminster.
La congregazione ricevette l'approvazione papale il 19 luglio 1930 e venne aggregata alla confederazione benedettina il 24 gennaio 1964.
Nel 1947 la comunità di Louvigné-du-Désert si separò dalla casa-madre dando inizio alla congregazione delle Benedettine del Sacro Cuore di Montmartre.

## Attività e diffusione
Le adoratrici del Sacro Cuore di Gesù di Montmartre sono religiose essenzialmente contemplative, ma si dedicano anche a opere liturgiche ed eucaristiche.
Sono presenti in Australia, Irlanda, Nuova Zelanda, Perù e Regno Unito; la sede generalizia è presso il Tyburn Convent di Londra.
Al 31 dicembre 2005 la congregazione contava 72 religiose in 9 case.